# Katarzyna Baranowska
Katarzyna Baranowska (Szczecin, 13 de septiembre de 1987) es una deportista polaca que compitió en natación.
Ganó dos medallas en el Campeonato Europeo de Natación de 2006 y cinco medallas en el Campeonato Europeo de Natación en Piscina Corta entre los años 2005 y 2007.
Participó en dos Juegos Olímpicos de Verano, en los años 2008 y 2016, ocupando el octavo lugar en Pekín 2008, en la prueba de 200 m estilos.

## Palmarés internacional
| Campeonato Europeo                  | Campeonato Europeo   | Campeonato Europeo | Campeonato Europeo |
| Año                                 | Lugar                | Medalla            | Prueba             |
| ----------------------------------- | -------------------- | ------------------ | ------------------ |
| 2006                                | Budapest (Hungría)   | Medalla de plata   | 200 m estilos      |
| 2006                                | Budapest (Hungría)   | Medalla de bronce  | 400 m estilos      |
| Campeonato Europeo en Piscina Corta |                      |                    |                    |
| Año                                 | Lugar                | Medalla            | Prueba             |
| 2005                                | Trieste (Italia)     | Medalla de oro     | 200 m estilos      |
| 2005                                | Trieste (Italia)     | Medalla de oro     | 400 m estilos      |
| 2006                                | Helsinki (Finlandia) | Medalla de oro     | 200 m estilos      |
| 2006                                | Helsinki (Finlandia) | Medalla de plata   | 400 m estilos      |
| 2007                                | Debrecen (Hungría)   | Medalla de plata   | 200 m estilos      |